# كايل سوكول
كايل سوكول (بالإنجليزية: Kyle Sokol)‏ هو متزلج لوحي أمريكي، ولد في 31 أكتوبر 1974 في سانت بطرسبرغ في روسيا.